# 口之津站
口之津站（日语：／ Kuchinotsu eki */?）是位於長崎縣南島原市口之津町西大屋，島原鐵道島原鐵道線的已停用車站。

## 歷史
- 1928年（昭和3年）2月25日 - 口之津鐵道車站啟用[1]。
- 1943年（昭和18年）7月1日 - 公司合併，成為島原鐵道車站。
- 1968年（昭和43年）10月1日 - 結束貨物業務。
- 1970年（昭和45年）7月 - 新建車站大樓[2]
- 1971年（昭和46年）8月1日 - 成為業務委託車站。
- 1974年（昭和49年）5月18日 - 車站向島原一方遷移100米。同時撤走列車交會設備。
- 1986年（昭和61年）4月1日 - 車站西邊遷移10米，新車站大樓竣工[3]。
- 2001年（平成13年）9月30日 - 成為無人車站[4]。
- 2008年（平成20年）4月1日 - 隨著島原外港站至加津佐站之間廢止，此站也永久停用。

## 車站構造
此站是地面車站，設有1面1線的單式月台。此站是無人車站。在2009年（平成21年）11月車站大樓被拆毀。

## 車站周邊
車站附近較多住宅和便利店。在1572年（天正7年），口之津港有一架異人船到達，因此站前設有大型異人像。
站前設有島原鐵道巴士「口之津車廠前」巴士站，也有渡輪碼頭。另外，車站旁邊設有島原鐵道巴士的口之津營業所，為巴士路線行走上的據點。
- 國道251號（日语：国道251号）
- 口之津港（日语：口之津港）
  - 島鐵渡輪：前往鬼池港（日语：鬼池港）（熊本縣天草市）
- 南島原市口之津綜合分所（舊・口之津町公所）
- 南島原市立口之津小學（日语：南島原市立口之津小学校）
- 南島原市立口之津中學（日语：南島原市立口之津中学校）

## 巴士路線
島鐵巴士
- 加津佐海灘、小濱（日语：小浜温泉）、愛野、諫早站方向
- 有家、島原港（日语：島原港）、島原站方向
- 原城溫泉、西望公園方向
- 原山方向
- 大屋、早崎循環

## 使用狀況
在此站最後的一個營業年度（2007年度），一年總乘車人次為16,184人，下車人次為16,604人。
以下為一年總乘車人次和下車人次變化。
| 年度               | 一年總 乘車人次 | 一年總 下車人次 |
| ------------------ | --------------- | --------------- |
| 1997年（平成09年） | 29,223          | 30,210          |
| 1998年（平成10年） | 22,727          | 24,285          |
| 1999年（平成11年） | 20,052          | 20,383          |
| 2000年（平成12年） | 19,919          | 19,840          |
| 2001年（平成13年） | 20,112          | 19,954          |
| 2002年（平成14年） | 23,716          | 22,980          |
| 2003年（平成15年） | 21,749          | 20,594          |
| 2004年（平成16年） | 17,650          | 16,646          |
| 2005年（平成17年） | 13,998          | 12,776          |
| 2006年（平成18年） | 13,909          | 12,665          |
| 2007年（平成19年） | 16,184          | 16,604          |

## 相鄰車站
島原鐵道
島原鐵道線
東大屋－口之津－白濱海水浴場前

## 注腳
1. ↑  「地方鉄道運輸開始」『官報』1928年3月10日（國立國會圖書館數碼化收藏）
2. ↑  《島原鉄道100年史》島原鐵道，2008年，123頁
3. ↑  《島原鐵道100年史》島原鐵道，2008年，141頁
4. ↑  《島原鐵道100年史》島原鐵道，2008年，145頁
5. ↑  第56版（平成21年）長崎統計年鑑 （页面存档备份，存于）（日語） - 長崎縣
6. ↑  長崎縣統計年鑑  （页面存档备份，存于）（日語）